# Тач (напиток)
Тач (лезг. тӀач) — лезгинский национальный напиток (кисель) из зерновых. 

## Приготовление
Ингредиенты подготавливают несколько суток. Готовится толокно из очищенного, промытого в тёплой воде и пророщенного ячменя. Ячмень раскладывается на скатерти и оставляется на 2-3 дня, накрытый сверху покрывалом. Проросшие семена ячменя высушиваются на солнце. Далее поджаривают в печи пшеницу. Затем пшеница с ячменем перемалываются. Образовавшаяся масса заливается тёплой водой и выстаивается на протяжении суток.

## Значение
Ещё не решён окончательно вопрос о том, к каким продуктам отнести тач — к супам или напиткам. Употребляют его как в тарелке с ложкой, так и в стакане. Если характеризовать его по составу и технологии приготовления - это суп. Однако, однообразная жидкая консистенция и отсутствие второстепенных элементов указывает на то, что тач - напиток.